# Niepoprawny
Niepoprawny (fr. L'incorrigible) – komediowy film fabularny z 1975. Powstał na podstawie książki Alex Varoux pt. Ah mon pote.

## Zarys fabuły
Kryminalista Victor Vauthier planuje kradzież cennego tryptyku El Greca. Poznaje córkę kustosza muzeum, policjantkę Marie-Charlotte.

## Obsada
- Jean-Paul Belmondo – Victor Vauthier
- Geneviève Bujold – Marie-Charlotte Pontalec
- Julien Guiomar – Camille
- Charles Gérard – Raoul